# 禮頓山 (住宅)

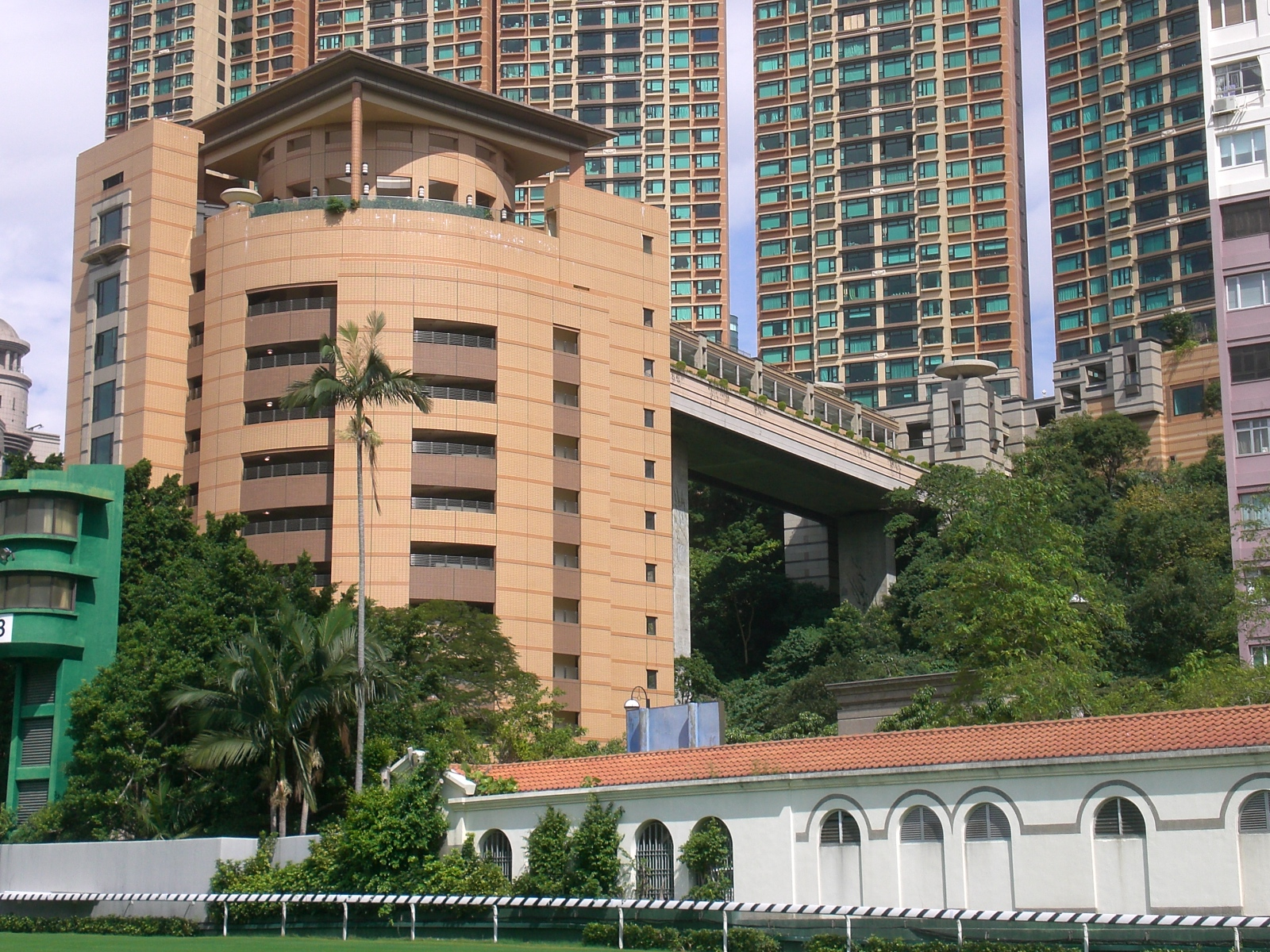
禮頓山通往黃泥涌道出口的專用車道

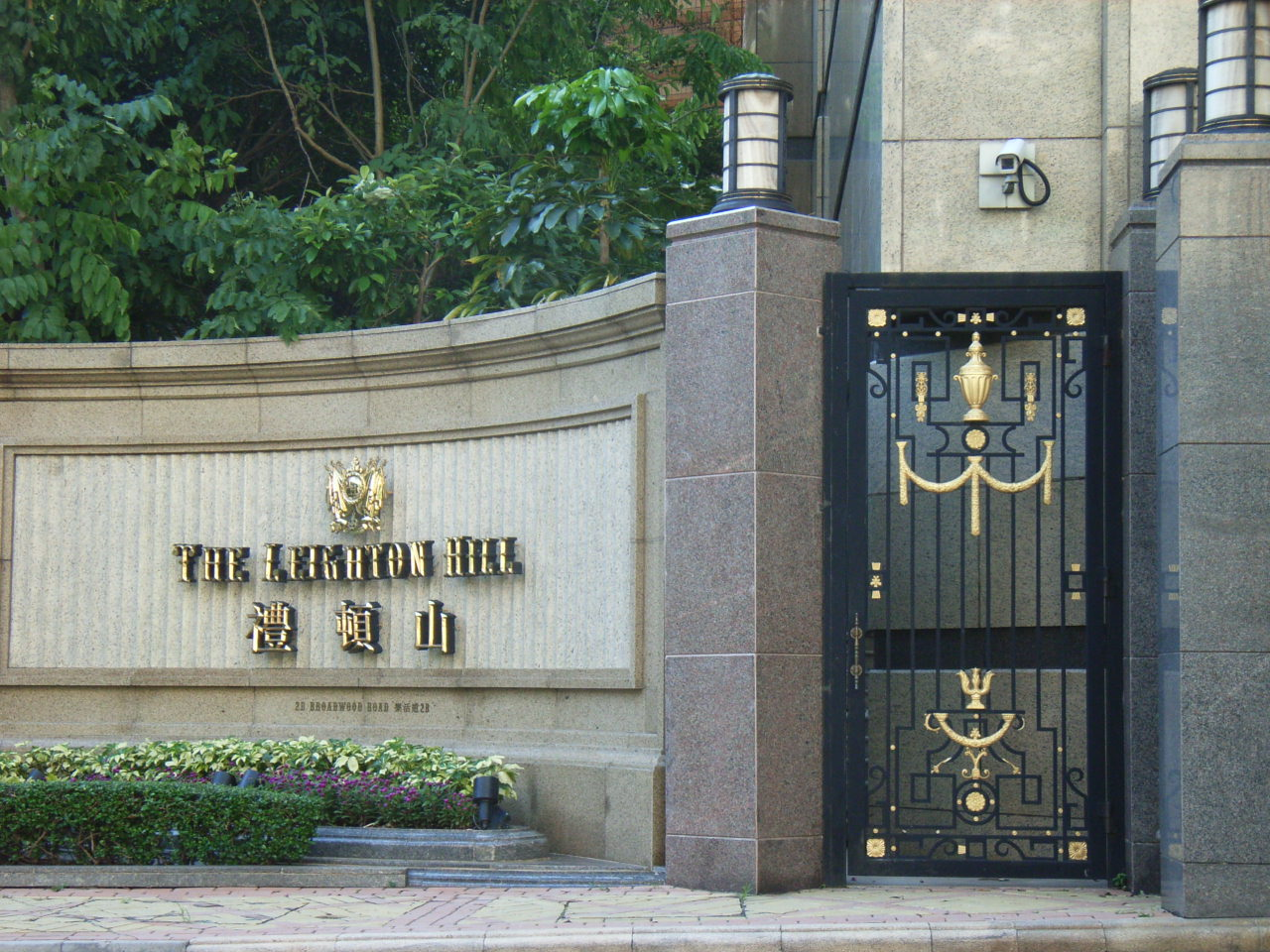
樂活道2B正門

禮頓山（英語：The Leighton Hill）是位於香港香港島跑馬地樂活道2B號的一個私人屋苑，發展商為新鴻基地產及希慎興業，於2002年3月落成入伙。
禮頓山共有8座（第1至9座，不設第4座），提供543個單位。禮頓山樓高30或31層（第1座：30層、第2至9座：31層）。禮頓山單位的實用面積介乎922至3,485平方呎、建築面積由1,200至4,393平方呎，樓底高度高達10至15呎，客飯廳分別以日字廳或左右廳開則，戶戶採用獨立式廚房設計。單位間隔涵蓋二至五房，包括：2房2廳（連套房）及工人套房、3房2廳（連套房）及工人套房、4房2廳（連套房）及工人套房、4房2廳（連雙套房）及工人套房、4房3廳（連雙套房）及工人套房、5房等多種。
景觀方面，禮頓山8座大廈由北至南稍呈波浪形以一字排開，戶戶向西北享開揚馬場景致，遠眺銅鑼灣、中環城市景以至翠綠山景，唯中高層單位會望見馬場前方墳場景。

## 住客設施
禮頓山設有住客會所，提供包括：室內泳池、室外泳池、兒童嬉水池、桑拿浴室、健身室、網球場、桌球室、多用途運動場、兒童遊樂場/兒童遊戲室及多用途宴會廳等設施。屋苑管理由發展商旗下超卓管理服務負責。

## 交通
禮頓山單位與車位比例為1比1，住戶可自置私家車出入；而步行至位於時代廣場的港鐵銅鑼灣站出口A，亦只需約10餘分鐘步程。此外禮頓道亦有多條巴士及小巴路線來往港島多處地方外，屋苑黃泥涌道山入口前另有電車，直達港島東及堅尼地城。

## 生活配套
禮頓山鄰近購物商場如利舞臺廣場、利園一期及時代廣場。區內除了還有體育道花園、樂活道休憩花園、山光道公園、黃泥涌體育館及黃泥涌道新月花園等公眾康樂設施外，另有南華會、紀利華木球會等私人會所可供選擇。

## 禮頓山社區會堂
禮頓山社區會堂於政府批出跑馬地禮頓山政府宿舍及夏愨樓（Harcourt Place）重建計劃時，在賣地批約條件中加入中標者須負責興建的社區設施，樓面面積達1,215平方米，設有一個多種用途禮堂、一個會議室、一個貯物室、一個辦公室和其他附屬地方，按1997年估價為 3,530萬港元，以固定總價合約形式，委託中標者進行興建這項工程。
禮頓山社區會堂是灣仔區唯一一間由民政事務署管理的社區會堂，惟坐落在偏遠的跑馬地豪宅，偏離灣仔的中心地區，忽略了大部份居民的需要，於2006年的使用率約為五成八，較其他地區的社區會堂整體使用率少一成五。
2008年行政長官曾蔭權出席於禮頓山社區會堂舉行施政報告第2場諮詢會。

## 禮頓山公共休憩空間
禮頓山屋苑旁的公園是由發展商負責提供及管理的公共休憩空間，公園面積超逾2萬平方呎，24小時對外開放，而管理費用由管理公司負責。
由於公眾休閒公園的設計及佈局與隔鄰的私人樓宇禮頓山很相似，加上公園鐵門雖然沒上鎖，卻長期關上，有公眾誤以為是私人屋苑設施。地政總署表示鐵閘沒有上鎖，就沒有違法，而新鴻基旗下的超卓管理服務表示該公園一直24小時對外開放，並設有告示牌清楚說明。

## 著名住客
住客包括演員鄭少秋、張寶兒、張寶欣、前政務司司長許仕仁、財政司司長陳茂波等。

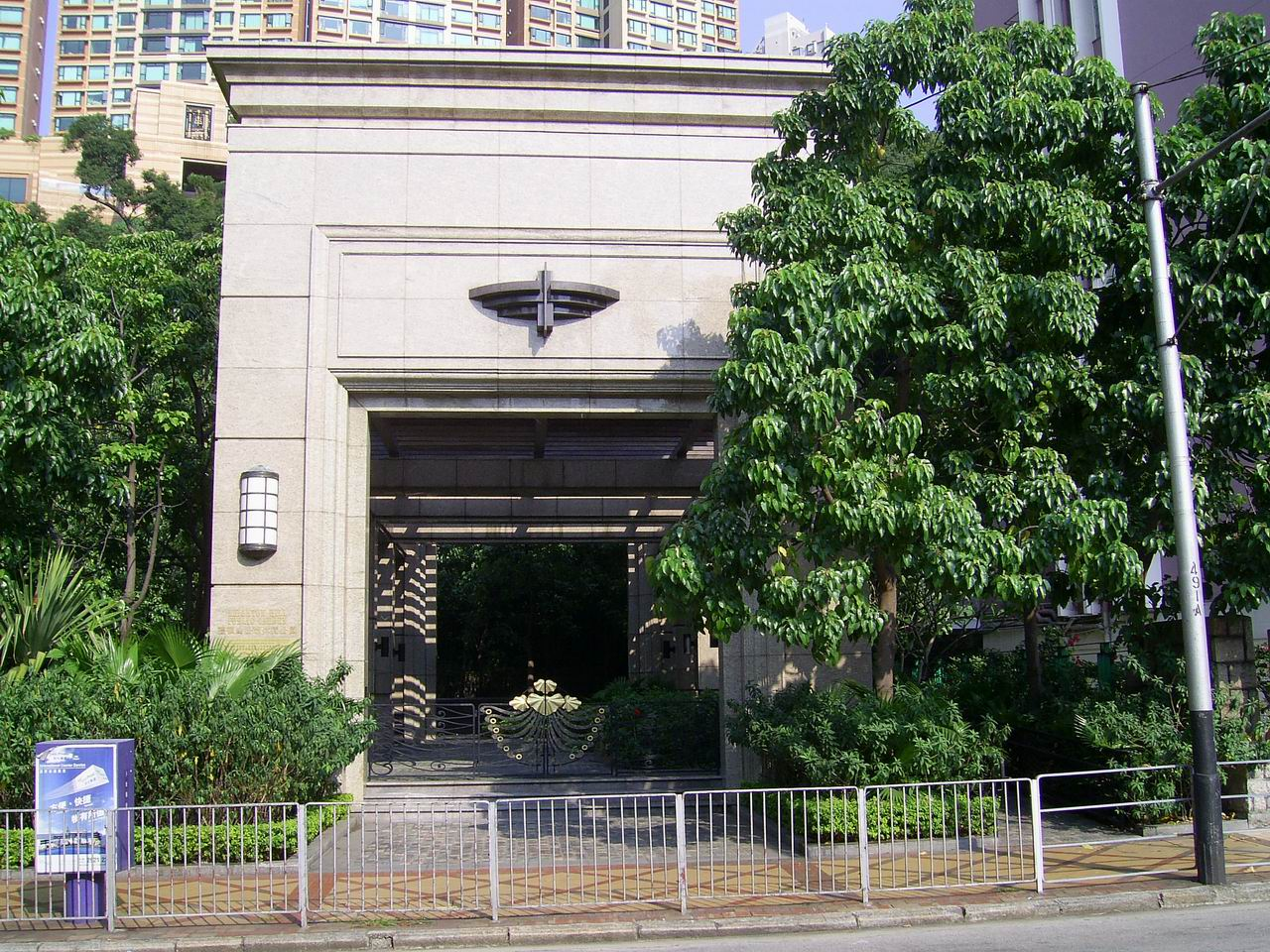
禮頓山公共休憩空間大門常關
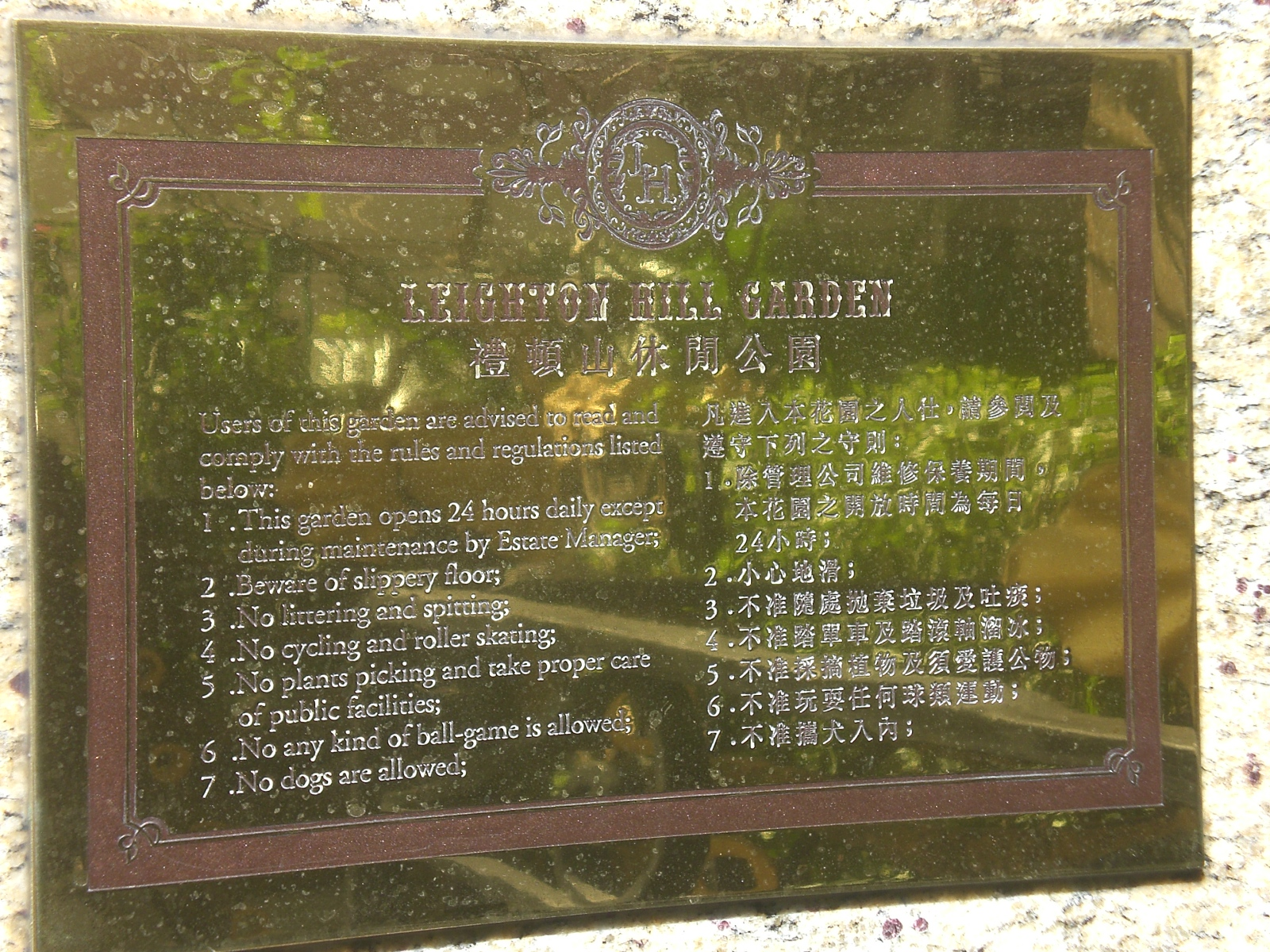
公園告示牌
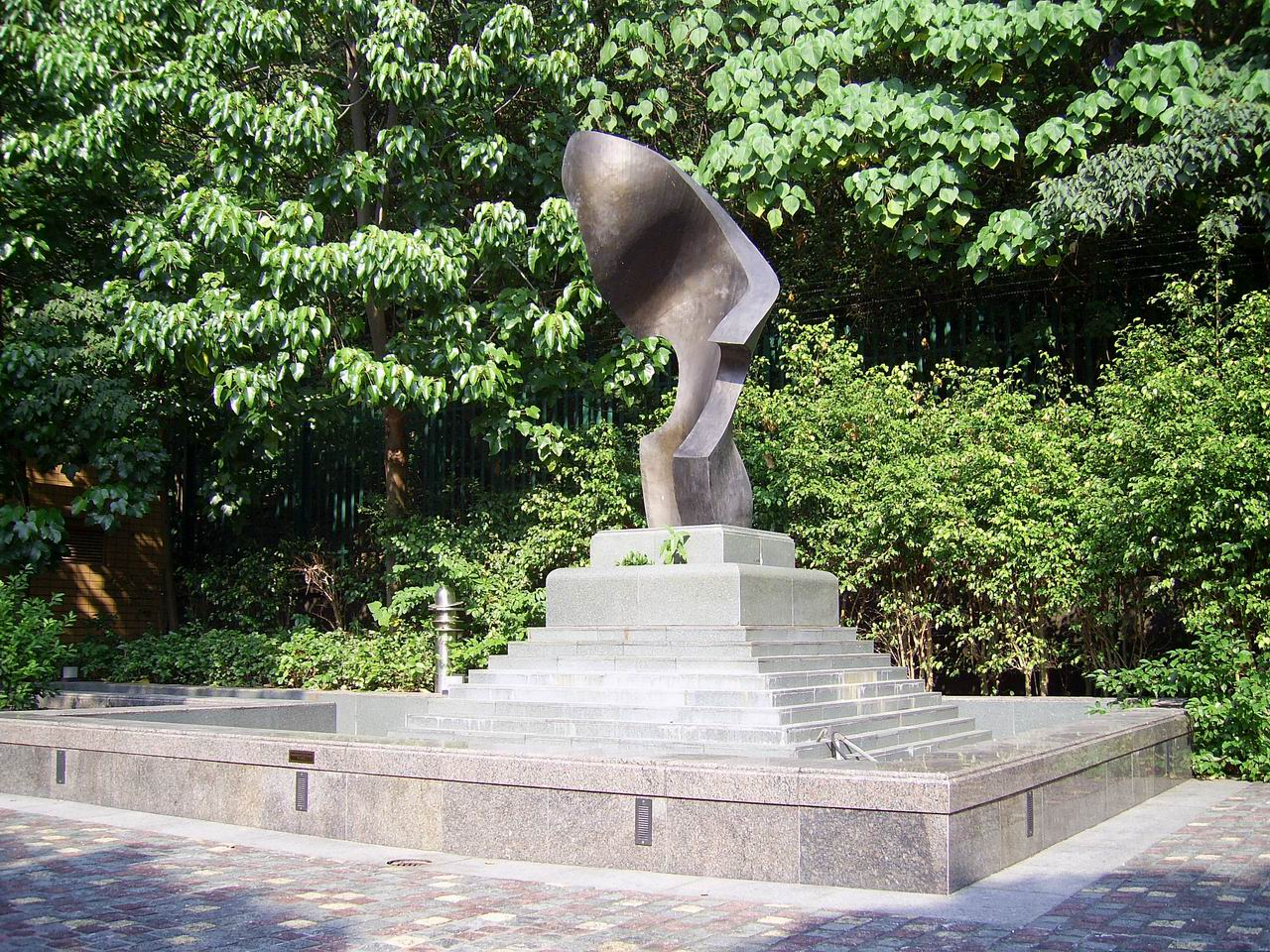
公園內一件名為【拇指】的銅雕
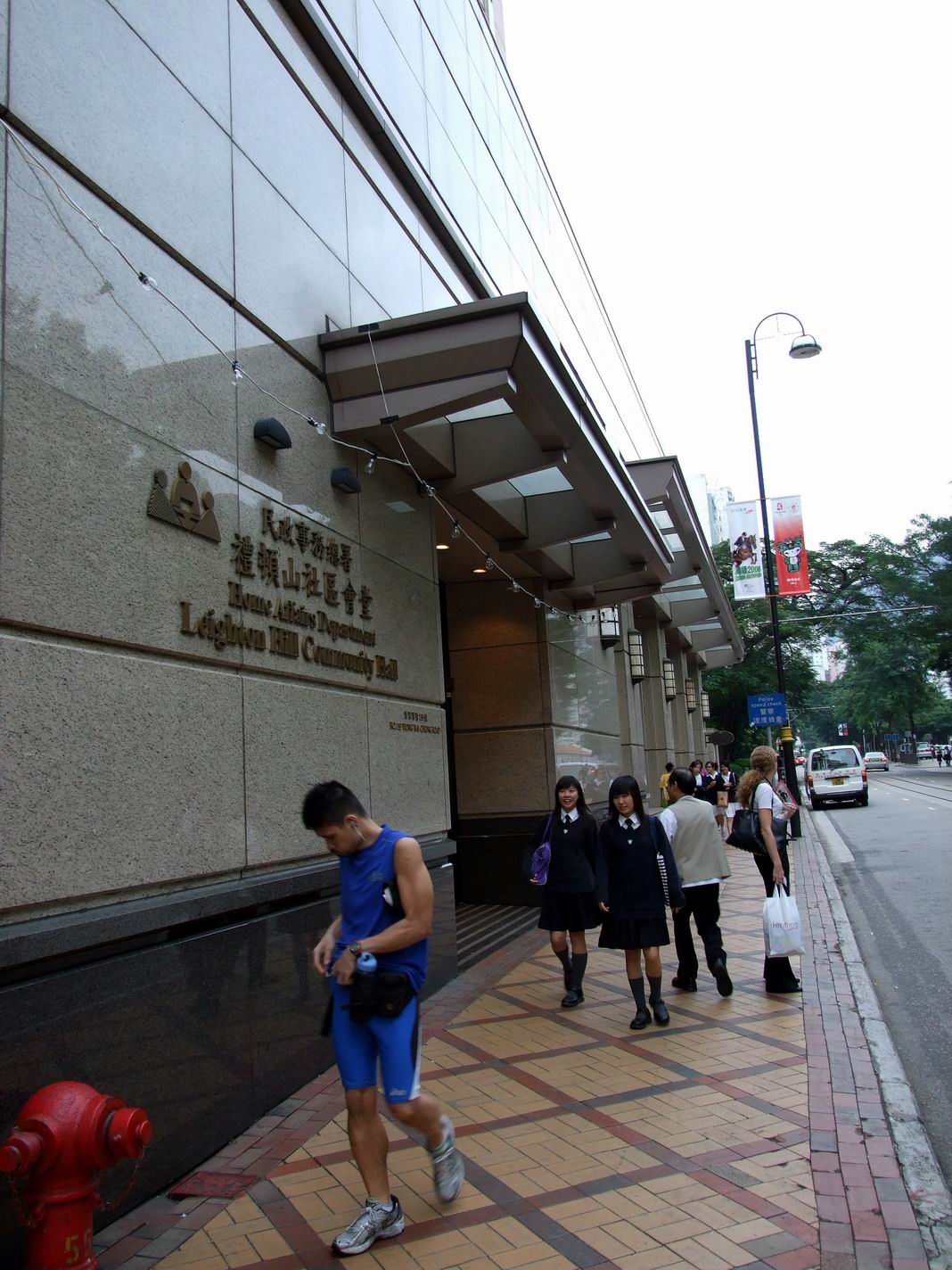
禮頓山社區會堂

## 外部連結
- 禮頓山住宅官方網站
- 海景版‧禮頓山